# Viedmameer
Viedmameer (Spaans: Lago Viedma) is een langwerpig meer van ongeveer 80 kilometer lang gelegen in het zuiden van Patagonië in het Nationaal park Los Glaciares in de buurt van de grens tussen Chili en Argentinië. Het grootste deel van het meer bevindt zich in Argentinië, de westelijke oever van het meer ligt in het Zuid-Patagonische ijsveld.
Het Viedmameer wordt voornamelijk gevoed door de Viedma gletsjer. Deze gletsjer is circa 5 kilometer breed. Water uit het Viedmameer stroomt via de La Leona rivier in het zuidelijker gelegen Argentinomeer, waarna het zijn tocht oostwaarts verder zet via de Santa Cruz rivier, om uiteindelijk in de Atlantische Oceaan uit te monden.